# キンイロエグリタマムシ
キンイロエグリタマムシ Endelus collaris Saunders はタマムシ科の昆虫の1つ。小型で細長い体形のもので、頭部の前の面がえぐれたようになっている。

## 特徴
細長くてやや扁平な体型の甲虫。体長は5.2mm前後と小型である。頭部では両端の複眼の間が深く広く抉られたようになっており、そのために複眼が突出しているような感じになっている。頭部の正面はその中央に短い縦溝が刻まれ、微弱なあばら状の凹凸がまばらにある。触角は第5～第6節から先が鋸歯状になっている。前胸背は全体に微弱なあばた状の跡が不規則に散らばり、はっきりした横向きに伸びた2列の隆起があり、それらの間は溝状になっている。またこの後列の隆起と後端の縁の間は大きく横に凹んでいる。前胸背の両側の縁は中央が横に広がった弧状の形を取り、後方でやや波打っており、前の縁は2つの波の形になっている。前胸背の幅が最も広いのはその中ほどより少し前の位置である。小楯板は小さくてくさび形をしている。前翅は荒い点刻が散在し、基部はややしわ状となっており、中程は大きく浅く凹んだ形となり、先端部は丸くなっている。腹部の末端は丸くなっている。歩脚は短くて太く、脛節は腿節にある溝に納まるようになっている。
体色は全体に青銅色を帯びた真鍮色、前胸背から頭部は胴色、あるいは緑色を帯びることもある。
別名にキンイロケシタマムシがある。

## 分布
日本では本州、九州、対馬、屋久島、種子島、およびそれ以南の琉球列島に知られ、国外では台湾と中国に分布がある。なお後述のように琉球のものは本土のものとは別亜種とされている。

## 生態など
成虫は3～6月に見られ、シダ類につく。成虫の食草としてはベニシダやコモチシダなどのシダ類が知られている。

## 分類など
本種の属するエグリタマムシ属のものは黒澤他編著(1985)には本種を含めて4種が取り上げられているが、本種はその体形が細長いことで見分けられる。
台湾には亜種の E. c. kerremansi があり、日本本土産の基亜種に比べて前胸背の一番拾い位置が中央かやや後方であること、その後方の縁が波打たないこと、体色がやや明るいことなどで区別され、屋久島以南の琉球列島のものもこれに含まれると見られる。